# Жищенці
Жищенці — пасажирський залізничний зупинний пункт Жмеринської дирекції Південно-Західної залізниці на одноколійній неелектрифікованій лінії Ярмолинці — Копичинці між станціями Ярмолинці (9,5 км) та Вікторія (8,2 км). Розташований біля села Жищинці Хмельницького району Хмельницької області.

## Пасажирське сполучення
Станом на лютий 2018 року приміське сполучення відсутнє.